# 1934年2月14日日食
1934年2月14日日食是一次日全食，發生於1934年2月14日（當天也是春節，而西半球為2月13日）。新月當天（即朔日），地球上觀測到月球和太阳的角距離極小，此時月球如果恰好在月球交點附近，穿過太阳和地球之間，與地球、太阳接近一直線，則會出現日食。月球本影接觸地表而使該區域完全得不到陽光，就會形成日全食，同時在本影兩側數千公里的半影範圍內遮擋部分陽光，形成日偏食。此次日全食經過了荷屬東印度、砂拉越王國、日本的託管地南洋群島的部分島嶼，日偏食則覆蓋了亚洲東部、澳大利亚、太平洋中北部及周邊部分地區。

## 日食概況

### 出現區域
廖內群島所在的南海海域在2月14日日出時最先看到日全食，隨後本影向東偏南劃過馬來群島的部分島嶼，逐漸轉向東北移動，覆蓋了日本的託管地南洋群島（今屬密克罗尼西亚联邦的部分）的部分島嶼，在埃內韋塔克環礁以北約180公里處達到最大食分。此後本影繼續向東北移動，再也沒有經過任何陸地，跨過國際日期變更線，最終在2月13日日落時分結束於夏洛特皇后群島（現已更名為海達瓜依）西南約270公里的北太平洋洋面。陸地上看到的日全食均在2月14日。
本次月球本影經過的陸地全都是島嶼，包括：
- 荷屬東印度（今印度尼西亚）：今廖內群島省東北部、北加里曼丹省中部偏南、東加里曼丹省北部、中蘇拉威西省北部、哥伦打洛省北部、北蘇拉威西省中部偏北、北马鲁古省中部偏北、西巴布亞省極北部小島、巴布亞省極北部小島；
- 砂拉越王国（今屬馬來西亞）：今砂拉越的沐膠省東北半部、詩巫省北部、民都魯省中部偏南、加帛省中部偏北、美里省極南端；
- 大日本帝国南洋群島（今密克罗尼西亚联邦部分）：納馬島、洛薩普環礁、民托環礁（英语：Minto Reef）、奧羅盧克環礁。[3][4]

除了狹窄的全食帶內能看見日全食之外，月球半影覆蓋範圍內都能看到日偏食，包括中國中東部、朝鲜半岛、日本、英屬印度東部（今印度東北部和缅甸除西部外的大部）、东南亚絕大部分、澳大利亚中北部、密克羅尼西亞島群、美拉尼西亚島群除東南端外的大部、玻里尼西亞島群北部、苏联東部（今屬俄罗斯）、阿拉斯加領地（今美国阿拉斯加州）、加拿大西部。其中國際日期變更線以西的部分在2月14日看到日食，以東的部分在2月13日看到日食。

### 基本參數
- 類型：日全食
- 食甚中心處（位於日本南洋群島埃內韋塔克環礁以北約180公里的太平洋）資料：
  - 時間：1934年2月14日0:38:17.5
  - 地點：13°15.4′N 161°44.4′E / 13.2567°N 161.7400°E
  - 食分：1.0321（全食帶內最大）
  - 日全食持續時間：2分52.5秒

## 相關的日食

### 1931-1935年的日食
月球交替位於相對的月球交點時，以半個交點年（食年），即約177天又4小時間隔出現下列日食。
註：1931年4月18日和1931年10月11日的日偏食屬於上一組交點年系列。1935年1月5日、1935年6月30日的日偏食和1935年12月25日的日環食屬於下一組交點年系列。
| 1931年至1935年的日食系列 | 1931年至1935年的日食系列 | 1931年至1935年的日食系列 | 1931年至1935年的日食系列 | 1931年至1935年的日食系列 | 1931年至1935年的日食系列 |
| ------------------------ | ------------------------ | ------------------------ | ------------------------ | ------------------------ | ------------------------ |
| 降交點                   | 降交點                   |                          | 升交點                   | 升交點                   |                          |
| 沙羅周期                 | 地圖                     | 沙羅周期                 | 地圖                     |                          |                          |
| 114                      | 1931年9月12日 偏食（北） | 119                      | 1932年3月7日 環食        |                          |                          |
| 124                      | 1932年8月31日 全食       | 129                      | 1933年2月24日 環食       |                          |                          |
| 134                      | 1933年8月21日 環食       | 139                      | 1934年2月14日 全食       |                          |                          |
| 144                      | 1934年8月10日 環食       | 149                      | 1935年2月3日 偏食（北）  |                          |                          |
| 154                      | 1935年7月30日 偏食（南） |                          |                          |                          |                          |

### 沙羅周期
沙羅周期長度為18年11天。本次日食屬於沙羅周期139，共包含71次日食，依次為1501年5月17日至1609年7月30日的7次日偏食、1627年8月11日至1825年12月9日的12次全環食（亦稱混合食）、1843年12月21日至2601年3月26日的43次日全食、2619年4月6日至2763年7月3日的9次日偏食，總共歷時1262.11年。其中最長的全食為本周期第39次日食，發生於2186年7月16日，共持續7分29秒，是公元前4000年至公元6000年間持續時間最長的日全食。
下表列舉了1901年至2200年間發生的屬於該周期的日食，是第24至39次：
| 24            | 25            | 26            |
| ------------- | ------------- | ------------- |
| 1916年2月3日  | 1934年2月14日 | 1952年2月25日 |
| 27            | 28            | 29            |
| 1970年3月7日  | 1988年3月18日 | 2006年3月29日 |
| 30            | 31            | 32            |
| 2024年4月8日  | 2042年4月20日 | 2060年4月30日 |
| 33            | 34            | 35            |
| 2078年5月11日 | 2096年5月22日 | 2114年6月3日  |
| 36            | 37            | 38            |
| 2132年6月13日 | 2150年6月25日 | 2168年7月5日  |
| 39            |               |               |
| 2186年7月16日 |               |               |

## 資料來源
1. ↑  樊忠玉. . 中国天文科普网.   [2016-03-31]. （原始内容存档于2014-09-17）.
2. 1 2  Fred Espenak. . NASA Eclipse Web Site.   [2016-03-31]. （原始内容存档于2020-10-23）.（英文）
3. ↑  Fred Espenak. . NASA Eclipse Web Site.   [2016-03-31]. （原始内容存档于2020-10-20）.（英文）
4. ↑  Xavier M. Jubier. .   [2016-03-31]. （原始内容存档于2016-10-25）.（法文）（英文）
5. ↑  Fred Espenak. . NASA Eclipse Web Site.   [2016-03-31]. （原始内容存档于2017-12-28）.（英文）
6. ↑  Fred Espenak. . NASA Eclipse Web Site.（英文）
7. ↑  Fred Espenak. . NASA Eclipse Web Site （英语）.

## 外部連結
- NASA日食專頁（页面存档备份，存于）（英文）
- 可見區域圖和時間統計：由弗雷德·埃斯佩纳克做出的日食預報，NASA/GSFC
  - Google互動地圖呈現的日食範圍
  - 貝塞爾元素
- Google地圖顯示的日全食和日偏食範圍（页面存档备份，存于）（法文）（英文）

| \| \| 日食 \|                             |                              |                                           |
| 上一次日食： 1933年8月21日日食 （日環食） | 1934年2月14日日食 （日全食） | 下一次日食： 1934年8月10日日食 （日環食） |
| 上一次日全食： 1932年8月31日日食          | 1934年2月14日日食 （日全食） | 下一次日全食： 1936年6月19日日食          |
|                                           | 日食                         |                                           |